# Anandra albovittata
Anandra albovittata là một loài bọ cánh cứng trong họ Cerambycidae.